# Realidad social
La realidad social  es distinta de la realidad biológica o de la realidad cognitiva individual, ya que representa un nivel fenomenológico creado a través de la interacción social y, por lo tanto, trasciende los motivos y acciones individuales.  Como producto del diálogo humano, se puede considerar que la realidad social consiste en los principios sociales aceptados de una comunidad, lo que implica leyes y representaciones sociales relativamente estables. El constructivismo radical describiría cautelosamente la realidad social como producto de uniformidades entre observadores (incluyendo o no al propio observador actual).

## Schütz, Durkheim y Spencer
El problema de la realidad social ha sido tratado exhaustivamente por filósofos de tradición fenomenológica, particularmente Alfred Schütz, quien utilizó el término «mundo social» para designar este nivel distinto de realidad. Dentro del mundo social, Schütz distinguía entre una realidad social que podía experimentarse directamente (Umwelt) y una realidad social más allá del horizonte inmediato, que aún podía experimentarse si se buscaba. A su paso, la etnometodología exploró más a fondo la estructura no articulada de nuestra competencia y capacidad cotidianas con la realidad social.
Anteriormente, el tema se había abordado tanto en la sociología como en otras disciplinas. Por ejemplo, Émile Durkheim destacó la naturaleza distinta del reino social. «Aquí, más que en ningún otro lugar, la idea es la realidad». Herbert Spencer había acuñado el término superorgánico para distinguir el nivel social de la realidad por encima del biológico y psicológico.

## Searle
John Searle ha utilizado la teoría de los actos de habla para explorar la naturaleza de la realidad social/institucional, con el fin de describir aspectos de la realidad social que él cita bajo las rúbricas de «matrimonio, propiedad, contratación, despido, guerra, revoluciones, cócteles, gobiernos, reuniones, sindicatos, parlamentos, corporaciones, leyes, restaurantes, vacaciones, abogados, profesores, médicos, caballeros medievales e impuestos, por ejemplo».
Searle argumentó que tales realidades institucionales interactúan entre sí en lo que llamó «relaciones sistemáticas (por ejemplo, gobiernos, matrimonios, corporaciones, universidades, ejércitos, iglesias)» para crear una realidad social de múltiples capas.
Para Searle, el lenguaje era la clave para la formación de la realidad social porque «el lenguaje está diseñado precisamente para ser una categoría autoidentificada de hechos institucionales»; es decir, un sistema de símbolos pública y ampliamente aceptados que «persisten a través del tiempo independientemente de los impulsos e inclinaciones de los participantes».

## Objetivo subjetivo
Existe un debate en la teoría social sobre si la realidad social existe independientemente de la participación de las personas en ella o si (como en el construccionismo social) solo es creada por el proceso humano de interacción continua.
Peter L. Berger defendió una nueva preocupación por el proceso básico de construcción social de la realidad. Berger afirmó que la construcción social de la realidad era un proceso compuesto por tres pasos: exteriorización, objetivación e interiorización. De manera similar, post- sartrianos como Ronald David Laing enfatizan que, «una vez que se comparten ciertas estructuras fundamentales de experiencia, llegan a ser experimentadas como entidades objetivas [...] adquieren la fuerza y el carácter de realidades autónomas parciales, a su manera de vida». Sin embargo, al mismo tiempo, Laing insistió en que tal agrupación socialmente real «no puede ser otra cosa que la multiplicidad de puntos de vista y acciones de sus miembros [...] incluso cuando, a través de la interiorización de esta multiplicidad sintetizada por cada uno, esta multiplicidad sintetizada se vuelve ubicua en el espacio y perdura en el tiempo».
La existencia de una realidad social independiente de los individuos o de la ecología parecería estar en desacuerdo con las opiniones de la psicología perceptual, incluidas las de James J. Gibson, y las de la mayoría de las teorías de la economía ecológica.
Académicos como John Searle sostienen, por un lado, que «una realidad socialmente construida presupone una realidad independiente de todas las construcciones sociales». Al mismo tiempo, acepta que las realidades sociales son creadas humanamente y que «el secreto para comprender la existencia continua de hechos institucionales es simplemente que los individuos directamente involucrados y un número suficiente de miembros de las comunidades relevantes deben continuar reconociendo y aceptando la existencia de tales hechos».

## La socialización y el capital otro
Freud vio la inducción del niño a la realidad social como consolidada con la desaparición del complejo de Edipo y la internalización de los padres: «las mismas figuras que continúan operando en el superyó como la agencia que conocemos como conciencia [...] también pertenecen al mundo exterior real. De allí fueron extraídos; su poder, detrás del cual se esconden todas las influencias del pasado y de la tradición, fue una de las manifestaciones más sentidas de la realidad».
Lacan aclaró el punto subrayando que se trataba de «un momento muy significativo en la transferencia de poderes del sujeto al Otro, lo que yo llamo el Otro Capital... el campo del Otro -que, estrictamente hablando, es el complejo de Edipo». Lacan consideraba que «el complejo de Edipo... superpone el reino de la cultura al de la naturaleza», introduciendo al niño en el Orden Simbólico.
Dentro de ese orden, los lacanianos consideran que «las instituciones, como prácticas significativas, son estructuras mucho más extensas de lo que permiten las nociones románticas y, por lo tanto, nos implican de maneras que definiciones más estrechas no pueden reconocer... exceden cualquier intención o efecto intersubjetivo». De manera similar, Searle afirma que «el poder institucional -masivo, omnipresente y típicamente invisible- impregna cada rincón de nuestra vida social... la estructura invisible de la realidad social».

## Otras lecturas
- Alfred Schutz, The Problem of Social Reality (1973)
- Berger, P. L. and Luckmann, T. 1966. The Social Construction of Reality: A Treatise in the Sociology of Knowledge, New York: Penguin Books

- Datos: Q4430254